# アサガオガラクサ

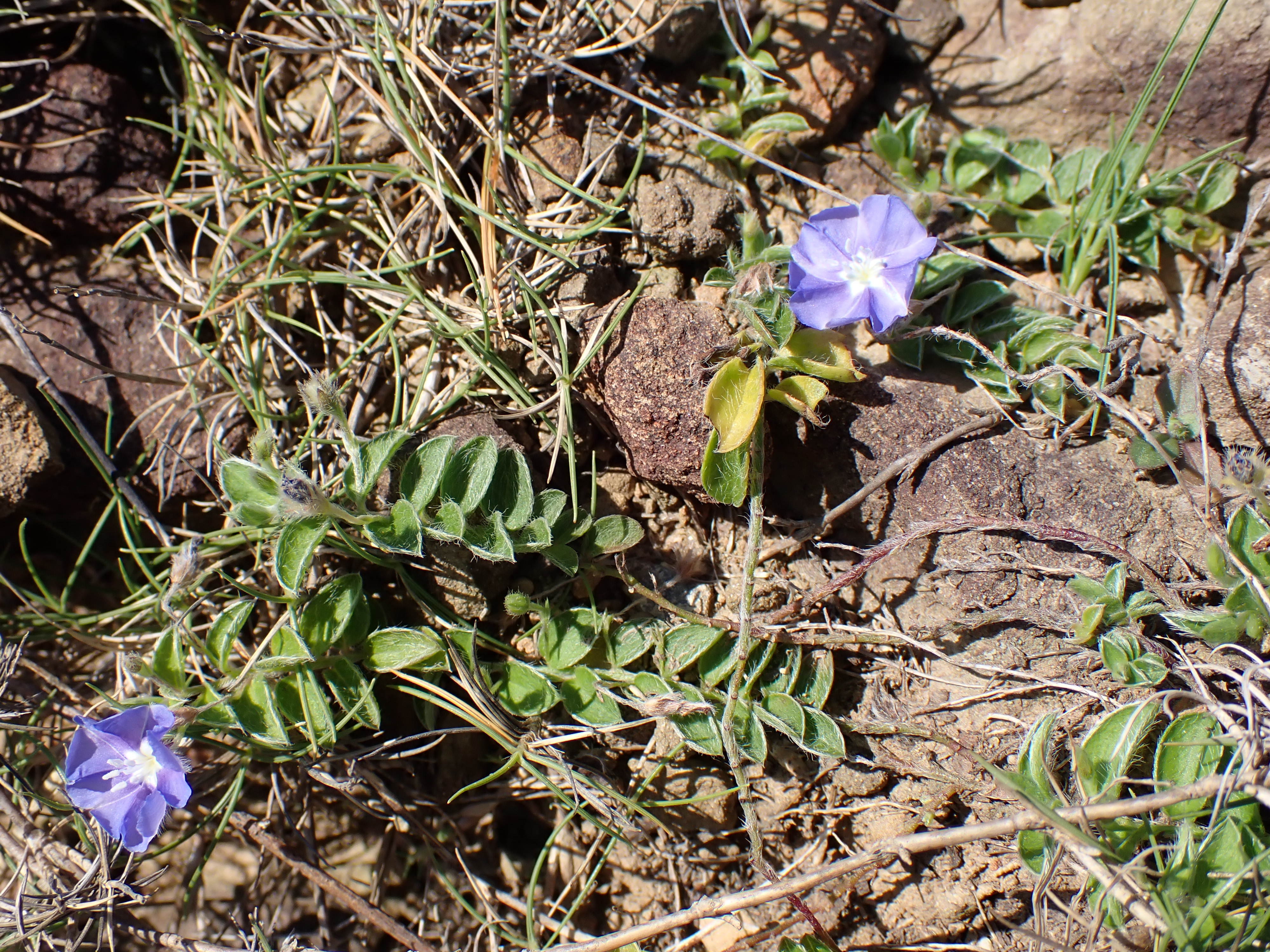
マルバアサガオガラクサ（2025年3月 沖縄県与那国町）

アサガオガラクサ（朝顔柄草、学名：Evolvulus alsinoides）は、ヒルガオ科エボルブルス属の多年生草本。

## 特徴
長さ20–70 cmの多年草。地面を匍匐して横に広がり、枝先を斜上させる。葉や茎に灰褐色～銹色の絹毛がある。葉はほぼ無柄で全縁。花は葉腋や枝先につき、淡紫色～淡青色～青色で5浅裂し、中心や曜は白く抜ける。花径7–10 ㎜。蒴果は球形で2–4 mm、2裂または4裂し、種子は4個以下で黒色、平滑。

## 下位分類（変種）
- アサガオガラクサ（狭義） E. alsinoides var. decumbens[4]

茎の節間が葉とほぼ同じ長さで、葉が長楕円状披針形で毛が少ない。
- マルバアサガオガラクサ E. alsinoides var. rotundifolius[6]

植物体全体に毛が多く、茎の節間が葉より短く、葉は卵円形で毛を密生する。
但し、これら2変種間の変異は連続的で同定は困難ともされる。

## 分布と生育環境
狭義のアサガオガラクサE. alsinoides var. decumbensは沖縄島、石垣島、西表島および付属諸島、国外は南アジア～東南アジア、アフリカ、マレーシア、ミクロネシアに分布。
マルバアサガオガラクサE. alsinoides var. rotundifoliusは環境省カテゴリ絶滅危惧IB類（EN）、沖縄県絶滅危惧II類（VU）で、与那国島、台湾南部、フィリピンに分布。石垣島に産するとする文献もある。海岸近くの原野や牧場に生えるが、自生地は限られ個体数は少ない。

## 近縁種
- シロガネガラクサ E. boninensis

小笠原諸島に固有で、茎の節間が短く、毛が多い点でマルバアサガオガラクサに似るが、花は白く、花の中心部は緑色を帯びる点で異なる。妹島と兄島で一部の形態形質が異なるほか、シロガネガラクサをアサガオガラクサのシノニムと扱う見解もあることから、アサガオガラクサとの関係を含め、さらなる研究が必要とされる。
- アメリカンブルー（園芸種として利用。'Blue Daze'など） Evolvulus nuttallianus

## 海外における利用
東南アジアやインドでは生薬として利用されている（タイ語Wikipedia、タミル語Wikipedia）。また、本種を細胞培養した培地を用いて抗酸化、酸化還元酵素の活性を調べることにより、アゾ染料などの繊維染料を含む有害化学物質の脱色・分解機構に関する研究が進められている。